# Solenoide (romanzo)
Solenoide (in romeno Solenoid) è un romanzo del 2015 di Mircea Cărtărescu.
L’opera si presenta come un antiromanzo di formazione, dove il protagonista non cresce né si realizza, ma affonda in un universo visionario e claustrofobico e si abbandona a un lungo flusso di coscienza, in cui si intrecciano ricordi, sogni, riflessioni filosofiche e visioni oniriche.
Per quest'opera l'autore romeno ha ricevuto il Los Angeles Times Book Prize nel 2022 e l'International IMPAC Dublin Literary Award nel 2024.

## Trama
Il romanzo è presentato come un manoscritto autobiografico che il narratore, un insegnante della scuola elementare n. 86 di Bucarest, afferma di non voler mai pubblicare. Il protagonista, nato nella capitale romena nel 1956, conduce un'esistenza alienata e solitaria. Dopo il servizio militare, si iscrive alla facoltà di lettere all’università, spinto dalla sua passione per i libri e in particolare Il figlio del cardinale, il romanzo della scrittrice irlandese Ethel Lilian Voynich. Durante un laboratorio di scrittura, il cosiddetto Cenacolo del Lunedì, ha modo di leggere i versi del suo poema epico La caduta, che personalmente ritiene il suo piccolo capolavoro e nel quale ripone la speranza di poter dare avvio a una brillante carriera di scrittore, ma viene deriso e duramente stroncato dai suoi colleghi: questa delusione alimenta il suo senso di fallimento esistenziale e pone fine alla sua brevissima esperienza di scrittore.
La sua vita ordinaria di insegnante viene progressivamente interrotta da eventi surreali e visioni deliranti. La realtà si fonde con l'immaginazione e con sogni ricorrenti, spesso dominati da temi di malattia, decadenza fisica, infestazioni e fenomeni misteriosi legati a sei grandi solenoidi nascosti in luoghi chiave della città. Questi dispositivi magnetici, che emettono onde di energia, sembrano fornire accessi a dimensioni parallele e diventano metafore della possibilità di trascendere la realtà materiale e soffocante in cui il protagonista è intrappolato. Uno di questi solenoidi si trova sotto la casa a forma di nave in via Maica Domnului che il protagonista acquista dall'anziano Mikola, un tempo un grande inventore e allievo di Nikola Tesla: Mikola, il cui vero nome è Nicolae Borina, è anche la persona che ha costruito la casa e spiega al giovane insegnante i poteri energetici di cui è dotata.
Nel corso del romanzo, l’io narrante riflette su temi quali la letteratura, la morte, la sofferenza, l'infanzia, e la condizione umana, in un tentativo disperato di dare senso alla propria esistenza. In questo viaggio interiore e allucinato, la figura di Ethel Lilian Voynich, autrice del libro che aveva acceso in lui la vocazione letteraria, ritorna come una presenza ossessiva, insieme ai riferimenti al padre George Boole e al marito Wilfrid Voynich, trasformandosi in simboli ricorrenti di una verità sotterranea che il protagonista continua a inseguire.

## Edizioni
- Mircea Cărtărescu, Solenoide, traduzione di Bruno Mazzoni, Milano, Il Saggiatore, 2021, ISBN 9788842829553, OCLC 1473191979.